# تيدي ريتشيرت
تيدي ريتشيرت (21 سبتمبر 1974

 في أفينيون) (بالفرنسية: Teddy Richert)‏ لاعب كرة قدم فرنسي يلعب حاليا لصالح نادي الدرجة الأولى سوشو الفرنسي منذ 2002 في مركز حارس مرمى .
لعب ريتشيرت في أندية تولوز (1991-1999) بوردو (1999-2000) ليل (2000-2001) بوردو مجددا (2001-2002) .
ساهم في تتويج نادي سوشو ببطولة كأس الدوري الفرنسي موسم 2003/2004 وببطولة كأس فرنسا موسم 2006/2007 .

## روابط خارجية
- تيدي ريتشيرت على موقع رابطة كرة القدم الفرنسية للمحترفين (الإنجليزية)
- تيدي ريتشيرت على موقع قاعدة بيانات كرة القدم.إي يو (الإنجليزية)
- تيدي ريتشيرت على موقع ليكيب (الفرنسية)
- تيدي ريتشيرت على موقع Soccerway.com (الإنجليزية)
- تيدي ريتشيرت على موقع كووورة